# 心 (五臓)
心（しん）は、伝統中国医学における五臓のひとつである。現代医学の心臓を含む循環器系全体の働きと脳の機能の一部を心の機能として捉えているといえる。心は五行思想では「火」に属し、小腸・脈・顔面・舌などと心の系統を形成している。
心は意識と精神活動を受け持ち、五臓六腑を統率している。意識・精神活動を伝統中国医学では神（しん）と呼ぶ。心は精神活動の物質的基礎と考えている血をコントロールすることで、精神活動の基本となっている。これを素問の宣明五気論では、「心は神を蔵す」といい、霊枢の邪客篇では、「心は五臓六腑の大主にして、精神の存する所」という。
心は血脈循環を支配している。血は脈中を流れて全身を循環する。この血を包んで全身を周流させるものが脈である。心は血を循環させ脈の働きをつかさどる主要な臓器で、血脈に生ずる現象の多くは心と密接な関係にある。
心の状態は顔面および舌に表れる。心の活動の状態が最もはっきりと表面に現れるのが舌である。味覚や言語などの生理機能は、心の機能が基礎となっていると考えられている。心の活動の異常は､舌が赤く爛れたり、味覚が変になるなどの症状として現れるとする。
心と小腸は表裏一体となって作用している。心と小腸は陰陽の対応関係にあるとする。経絡でも表裏の関係にあって、直接影響しあっている。心の活動に異常があると小腸の異常として症状が出たり、その逆の場合もあるとされる。